# Кузнецов, Сергей Владимирович (футбольный судья)
Сергей Владимирович Кузнецов (род. 11 июля 1978, Загорск, Московская область) — российский футболист и футбольный судья.
Футболистом выступал за клубы «Ока» Коломна (1996), «Фабус» Бронницы (1997) в третьей лиге, «Звезда» Щёлково (1998—1999, первенство КФК), «Коломна» (2000—2001, второй дивизион). С 2004 — футбольный судья. В 2011—2013 годах в качестве главного судья провёл 21 матч чемпионата России. В апреле 2014 по причине слабой квалификации был отстранён от работы и завершил карьеру в профессиональном футболе.